# Rökförbud

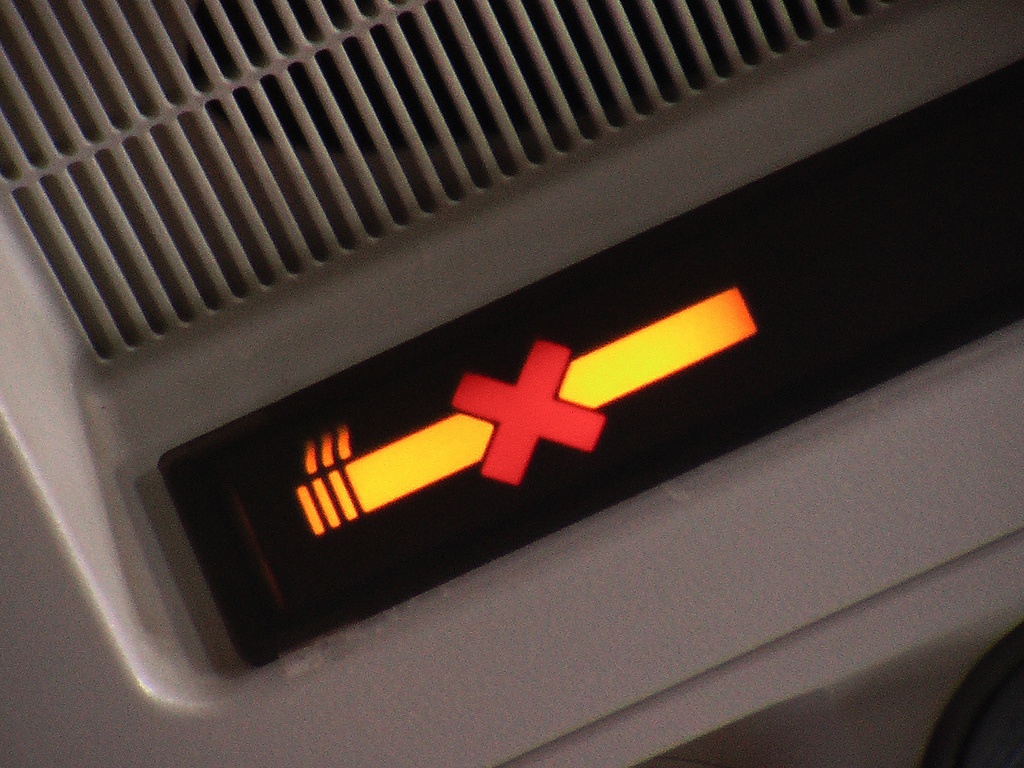
Rökförbudsskylten i passagerarflygplan.

Rökförbud är ett förbud mot tobaksrökning på allmänna platser både utomhus och inomhus. Rökfria miljöer är främst biografer och teatrar, transportmedel såsom flyg, tåg och bussar, restauranger, kaféer, nattklubbar, pubar och utomhusserveringar. Rökförbud i olika utsträckningar förekommer på olika ställen i världen.
Största anledningen till rökförbudet är att man vill förhindra passiv rökning. Rökfria miljöer är en viktig åtgärd för att förhindra att ungdomar börjar röka och ökar tillgängligheten till olika miljöer för alla som inte vill eller tål att utsättas för passiv rökning. Passiv rökning är ett folkhälsoproblem som lyfts av Världshälsoorganisationen (WHO) och då särskilt i ramkonventionen om tobakskontroll. Enligt konventionen åtar sig parterna att genomföra åtgärder för att skydda människor från tobaksrök.
Rökförbud finns också av säkerhetsskäl. Ombord på en båt får man till exempel på grund av risken för brand oftast inte röka på bildäck eller inne i bilarna.

## Historiska händelser

### 1500–1800-talet
- 1560: Jean Nicot introducerar tobak i Frankrike och från vars egennamn ordet nikotin kommer ifrån.[källa behövs]
- 1590: Påve Urban VII totalförbjuder rökning inne i kyrkor och vapenhus, samt hotar med att exkommunicera dem som inte respekterar detta.[källa behövs]
- 1612: 6 år efter bosättningen i Jamestown, är John Rolfe den som anses vara den första nybyggaren som framgångsrikt började odla tobak som avsalugröda.[källa behövs]

### 1900–1950
- 1930-talet: I Tyskland inleddes en omfattande anti-tobaksrörelse och rökning på bland annat offentliga platser begränsades, liksom på restauranger och caféer.

### 1950–1999
- 1987: Tobaksfria dagen utropades av Världshälsoorganisationen.
- 1993: I Frankrike införs allmänt rökförbud i offentligheten, men förbudet har varit svårt att upprätthålla i praktiken.
- 1994, 1 juli: Rökrutorna på skolgårdarna i Sverige förbjuds.
- 1997, 1 september: Rökförbud införs på alla flygplan i alla medlemsstater i EU.
- 1998, 1 januari: All rökning förbjuds på barlokalerna i delstaten Kalifornien i USA.
- 1999: Sydafrika inför rökförbud på krogarna. Restauranger och barer tillåts ha avskilda rökrum, men bara om de har separat ventilation.

### 2000–2005
- 2002, 31 maj-30 juni: Vid herrfotbolls-VM 2002 i Japan och Sydkorea är rökning förbjuden på alla fotbollsanläggningarna där matcherna i turneringen spelas.
- 2002, November: Rökförbud införs på alla serveringar med luftkonditionering i Thailand.
- 2003, 30 mars: I New York i USA införs rökförbud på alla krogar.
- 2003, 1 april: Rökförbud på basebollarenor införs i New York i USA.
- 2004, Mars: Uganda inför rökförbud på offentliga platser.
- 2004, 29 mars: I Irländska Republiken införs rökförbud i alla allmänna stängda rum, på arbetsplatser samt på alla pubar och restaurang.
- 2004, 1 juni: Rökförbud införs på alla allmänna platser, inklusive restauranger, i Norge.
- 2004/2005, Fotbollssäsongen: UEFA inför rökförbud för tränarna i samband med fotbollsmatcher i UEFA:s regi.
- 2004/2005: Detta läsåret införs i skolorna i förbundslandet Berlin i Tyskland allmänt rökförbud för alla elever och lärare.
- 2004, Augusti: Rökning förbjuds på restaurangerna i Montenegro i dåvarande Serbien och Montenegro.
- 2004, 5 oktober: Malta inför rökförbud på serveringar med utskänkningstillstånd som är större än 60 kvadratmeter.
- 2004, 8 oktober: I Schweiz tar Felix Gutzwiller i Nationalrat i den schweiziska förbundsförsamlingen initiativ till ett skydd åt befolkningen mot passiv rökning.
- 2004, 1 november: Irans parlament beslutar att förbjuda rökning i offentliga lokaler, till exempel restauranger, och i förbudet inkluderas även uteserveringar med tak.
- 2004, 14 december: I Nya Zeeland införs rökförbud på alla arbetsplatser.
- 2004, 17 december: Bhutan förbjuder både rökning i allmänheten och försäljning av tobaksvaror.
- 2005, 1 januari: Skolorna i förbundslandet Hessen i Tyskland inför strikt rökförbud för alla personer i alla rum på delstatens omkring 2 000 skolor.
- 2005, 10 januari: Rökförbud och krav på ventilerade rökrum införs på alla krogar i Italien.
- 2005, 6 februari: Kuba inför rökförbud i alla offentliga byggnader.
- 2005, 5 april: Malta inför rökförbud på mindre serveringar.
- 2005, 1 juni: Rökförbud införs på alla serveringsställen i Sverige.[2]
- 2005, 1 juli: Bulgarien inför ökade krav på rökutrymmenas utformning och inför även bestämmelser om att det skall införas årliga kontroller av ventilationen. Dessa kontroller skall utföras av licensierade laboratorier.
  - Bulgarien inför rökförbud i alla offentliga byggnader, restauranger och barer medräknade.
- 2005, Oktober: I Buenos Aires i Argentina införs rökförbud i offentliga inomhuslokaler, som till exempel inklusive restauranger, barer och nattklubbar. I serveringar som är större än 100 kvadratmeter tillåts rökrum finnas på högst 30 % av serveringsytan. Dessa rökrum ska vara fysiskt avskilda på ett sätt så att ingen rök sprids ut i de rökfria rummen.
- 2006, 15 april: Delstaten New Jersey i USA inför, efter beslut i januari 2006, ett totalt rökförbud på serveringarna, undantag görs dock för spelhallarna i de tolv kasinon som finns i orten Atlantic City.

### 2006
- 2006, 1 januari:
  - I Australien blir Tasmanien först i det australiska statsförbundet att införa rökförbud även på pubar och klubbar.
  - I Spanien införs en lag som innebär att restauranger med mer än hundra platser måste inrätta en rökfri avdelning. Mindre krogar kan välja att vara antingen helt rökfria eller tillåta rökning överallt.
  - I Makedonien införs inför rökförbud i alla offentliga byggnader.
- 2006, 19 januari: I skolorna i förbundslandet Schleswig-Holstein i Tyskland införs allmänt rök- och alkoholförbud i alla offentliga skolor.
- 2006, 4 februari: Jakarta i Indonesien inför rökförbud bland annat på restauranger och barer. Ägarna till lokaler med rökförbud måste även införa avgränsade rökutrymmen.
- 2006, 13 februari: Storbritanniens parlament beslutar att införa rökförbud på alla restauranger, pubar och klubbar från 2007.
- 2006 Mars: Chiles parlament beslutar att införa en tobakslag som bland annat innebär att restauranger, barer, diskotek, kasinon och spelhallar bara ska tillåtas att upplåta högst 40 % av sina utrymmen till rökning.
- 2006, 1 mars: Uruguay inför rökförbud på alla restauranger.
- 2006, 10 mars: Perus parlament beslutar att införa rökförbud på alla arbetsplatser, restauranger, barer och nöjeslokaler medräknade. Rökrum får bara inrättas om de är fysiskt separerade från övriga utrymmen, så att röken inte sprider sig ut ur rökrummen.
- 2006, 26 mars: I Skottland i Storbritannien införs rökförbud på alla arbetsplatser, vilket även omfattar restauranger, caféer och klubbar.
- 2006, 1 april: I den brittiska kolonin Bermuda införs rökförbud på alla arbetsplatser inklusive restauranger och barer.
- 2006, 3 april: Orten Washington DC i USA inför rökförbud på restauranger.
- 2006, Juli: Delstaten Arkansas i USA inför rökförbud som gäller alla arbetsplatser inklusive restauranger och barer.
- 2006, 1 juli:
  - I Australien införs rökförbud på serveringar med utskänkningstillstånd i Queensland.
  - I Lettland införs rökförbud i alla offentliga rum, barer och restauranger.
  - Delstaten Colorado i USA inför rökförbud på restauranger och barer.
- 2006, 1 augusti: Australien inför rökförbud på krogarna.
- 2006/2007: Detta läsår inför alla skolor i förbundslandet Bayern i Tyskland ett allmänt rökförbud för både elever och lärare.
- 2006, December:
  - I Australien införs rökförbud på serveringar med utskänkningstillstånd i Canberra.
- 2006, 1 december: Provinsen Nova Scotia i Kanada inför rökförbud på uteserveringarna.

### 2007–2009
- 2007, 1 januari: Hongkong i Kina inför förbud mot rökning på arbetsplatser, restauranger medräknade.
- 2007, 1 januari:
  - I Belgien införs rökförbud på alla restauranger.
  - I Calgary i Alberta i Kanada införs rökförbud på alla restauranger och barer. De restauranger och barer som har ventilerade rökrum undantas fram till den 1 januari 2008.
- 2007, 2 januari: - Orten Washington DC i USA inför rökförbud på de flesta barerna och restaurangerna på orten.
- 2007, Juli: I Australien införs rökförbud på serveringar med utskänkningstillstånd i Victoria och New South Wales.
- 2007: Danmark inför rökförbud i alla restauranger och kaféer som är större än 40 m².
- 2007, November: Australien inför rökförbud på serveringar med utskänkningstillstånd i South Australia.
- 2008: Storbritannien förbjuder tobaksrökning på alla arbetsplatser och restauranger samt på pubar och barer som serverar "lagad mat". Undantagna från förbudet blir pubar och barer som har ett begränsat sortiment av drinktilltugg.
- 2008: Tyskland förbjuder rökning i offentliga byggnader såväl som på restauranger, diskotek och ölsjapp (kneipen).
- 2009: Delstaterna Montana och Utah i USA inför rökförbud i barerna, något dessa delstater redan hade i restaurangerna.
- 2009, 1 juli: Hongkong inför förbud mot rökning på barer, nattklubbar, spelhallar och massagesalonger.

### 2010-talet
- 2011, 1 januari: Spanien förbjuder all rökning på allmänna platser inomhus, inklusive barer, restauranger och nattklubbar. Vidare är det nu förbjudet att röka i lekparker och på skol- och sjukhusområden[3]
- 2015, 1 januari: Rökning förbjuds på utomhusperronger av Stockholms tunnelbana.[4]
- 2019, 1 juli: Rökning förbjuds på bland annat uteserveringar, busshållplatser, idrottsplatser, lekplatser och tågperronger i Sverige.[5]

## Attityder
En TEMO-mätning från slutet av 2005 visade att sju av tio svenskar tycker att det svenska rökförbudet på serveringsställen är bra.